# كلية إدجكليف
كانت كلية إدجكليف (بالإنجليزية: Edgecliff College)‏ كلية نسائية كاثوليكية خاصة تقع في مدينة سينسيناتي بولاية أوهايو . تأسست في عام 1935 واندمجت مع جامعة كسفاريوس، أيضًا في سينسيناتي، في عام 1980.